# Аортни залистак
Аортни залистак један је од четири срчана вентила који регулишу проток крви у и из срца. Налази се између излазног дела леве срчане коморе и узлазне аорте. Аортни залистак је средишњи део срца. Структурно, аортни залистак има три листића, са три квржице које обезбеђују једносмерни проток крви из срца у системску циркулацију. Штавише, три квржице залистка су причвршћене у полумесечном облику, формирајући троуглове са међулистовима. Ови троуглови су направљени од танког фиброзног ткива које игра кључну улогу у динамици залистка и његовом односу са околним структурама као што су митрални залистак и мембрански септум.

## Опште информације
Нормално људско срце садржи четири залистка који регулишу проток крви у и из срца. Аортни и плућни залисци су познати као полумесечасти (семилунарни) залисци, док се трикуспидни и митрални залисци називају атриовентрикуларни (АВ) залисци. Сви залисци имају по три листића, осим митралног залиска који има два. Срчани залисци су окружени фиброзним ткивом које формира делимичне или потпуне валвуларне прстенове. Ови прстенови се спајају са влакнастим скелетом срца како би учврстили и подржали структуре залистака.
У односу на аорту и њен залистак, митрални залистак се налази позади и лево, трикуспидални залистак се налази доле и десно, а оба залиска се наслањају на постероинфериорне ивице корена аорте, али са преткоморскокоморским раздвајајућим структурама које се налазе између корена аорте и трикуспидалног залистка.
У већини случајева, отвори коронарних артерија настају унутар два предња Валсалвина синуса, обично смештена непосредно испод синотубуларног споја. Међутим, артерије се повремено могу наћи и изнад синотубуларног споја. Као резултат семилунарног везивања листића аортног залистка, три троугласта продужетка излазног тракта леве коморе достижу ниво синотубуларног споја.  Ови троуглови су формирани од истањених фиброзних зидова аорте између проширених Валсалвиних синуса. Њихови најапикалнији региони представљају подручја потенцијалне комуникације са перикардијалним простором и троуглом између десне и леве коронарне аорте, при чему је раван ткива уметнута између аорте и антериорно лоцираног субпулмоналног инфундибулума у облику рукава. Два међулиста троугла који се граниче са некоронарним листом такође су у фиброзном континуитету са фиброзним трогловима, митралних залистака и мембранозним септумом. Ова сложена анатомија је неопходна за одржавање хемодинамске стабилности и ефикасне функције залистка.

## Анатомија
Аортни залистак и његове потпорне вентрикуларне структуре чине средишњи део срца. Све коморе срца су директно повезане са залистком, а његови листићи су уграђени директно у срчани скелет.

### Аортни корен
Аортни корен је јединствена морфолошко-функционална јединица која повезује излазни тракт леве коморе и асцендентну аорту. У његов састав.улазе синотубуларна јункција, аортни велуми са својим припојем на зиду аорте и три комисуре које они граде, Валсалвини синуси са исходиштима коронарних артерија, интервеларни тригонуми, вентрикулоаортални прелаз и виртуленавентрикулоаортална граница. 
Дисталну границу према асцендентној аорти чини синотубуларна јункција која представља циркуларни спој аортног корена и асценденте аорте у висини врха комисурааортних велума а некада и ниже. Када говоримо о проксималној граници аортног корена она са анатомског становишта одговара вентрикулоаорталном прелазу на коме мишићна влакна коморског зида прелазе у везивно-еластична влакна аорте. У функционалном смислу ову границу чини виртуална линија која пролази кроз базални припој аортних велума и ова линија је постављена ниже од вентрикулоаорталног прелаза. Из тог разлога интервеларни тригонуми који са коморске стране одговарају комисурама аортне валвуле у анатомском смислу припадају излазном тракту леве коморе док функционално припадају аортном корену. Виртуелна граница аорнтног корена која пролази кроз базални припој аортних велума и чини доњу границу интервеларних тригонума је значајнаса хируршког становишта јер се управо у овој висини врши мерење аортног отвора код заменеа аортног залиска.

#### Компоненте аортног корена
Компоненте корена аорте ујључују:

##### Валсалвини синуси
Валсалвини синуси су три проширења корена аорте у облику кесице која се налазе између листића аортног залистка и узлазне аорте. Називају се према коронарним артеријама које потичу од њих, као: 
- десни коронарни синус,

- леви коронарни синус,

- некоронарни синус.[1]

Валсалвини синуси играју кључну улогу у нормалној функцији аортног залистка тако што олакшавају отварање и затварање листича залиска.

##### Влакнасти међулисни тригонуми
Међукрилни троуглови су три клинасте влакнасте структуре које се налазе између крила аортног вентила. Они су анатомски аортни, али хемодинамски вентрикуларни.
Међулисни троугао између десног и некоронарног листића је посебно важан јер служи као водич за локацију атриовентрикуларног проводног снопа.

##### Валвуларни листићи
Аортни залистак се састоји од три полумесечаста (семилунарна) листића:
- десног коронарног листића,
- левог коронарног листића
- задњег (некоронарног) листића.

Листићи залистка имају јединствен облик са дубоким линијама затварања које подржава Арантиусов чвор. Зглобне линије листића прелазе коморско-артеријски спој, што резултује формирањем међулисних троуглова.

### Прстен аортног залистка
Прстен аортног залистка је колагена структура која лежи на нивоу споја аортног залиска и коморске преграде срца, и обично је у облику полумесечасте крунасте структуре ограничене шаркама клапни. Он служи за пружање структуралне подршке комплексу аортног залистка јер се везује за аортни медиј дистално и мембрански и мишићни део  коморске преграде проксимално и напред.  Како су валвуларни листићи причвршћени целом дужином, гедано у три димензије, листићи стога имају облик трокраке крунице, са шаркама носећих коморских структура које формирају прстен налик круни. Основа круне је виртуелни прстен, формиран спајањем базалних тачака везивања листића унутар леве срћане коморе. Ова раван представља улаз из излазног тракта леве коморе у корен аорте. Врх круне је прави прстен ( синотубуларни спој), омеђен синусним гребеном и сродним местима везивања периферних зона апозиције између крилаца аортног залиска и формира излаз корена аорте у узлазну аорту. 
Димензије прстен аортног залистка  су критичне у одређивању приступа и исхода операције замене залистака. Не само да мали аортни прстен отежава процену болести аортног залистка, већ и повећава ризик од постоперативних компликација.

### Влакнасти тригонум
Већи део некоронарног крила залиска, заједно са делом левог коронарног залиска, је у фиброзном континуитету са аортним или предњим листићем митралног залистка, при чему су крајеви ове области фиброзног континуитета задебљани иформирају влакнасти тригонум. Ови тригони причвршћују аортно-митралну валварну јединицу за кров леве коморе.
Међулисни тригонум који се налази између десних коронарних и некоронарних аортних листића спаја се са мембранозним септумом. Заједно, мембрански септум и десни фиброзни тригонум чине централно влакнасто тело срца. Ово је област унутар срца где се мембрански септум, атриовентрикуларни залисци и аортни залистак спајају у фиброзни континуитет.
Шарка септалног листа трикуспидалног тзалистка одваја мембрански септум на његове атриовентрикуларне и интервентрикуларне компоненте.
Овај однос је кључан за разумевање односа између аортног залистка и проводног система срца.

### Комисуре
Свака квржица је причвршћена за зид аорте спољним ивицама своје полукружне границе. Ниво на коме долази до овог везивања познат је као синотубуларни спој и представља функционални ниво отвора аортног вентила. Линија разграничења позната као супрааортни гребен идентификује синотубуларни спој. Овај „гребен“ је првобитно описао Леонардо да Винчи и у суштини представља задебљани зид аорте.
Мали размаци између тачака везивања сваке квржице називају се комисуре аортног залистка. Три комисуре леже на врху прстена аортног залистка и подједнако су распоређене око стабла аорте. Комисуре се састоје од радијално оријентисаних колагених влакана која продиру у интиму аорте и усидрена су у медијуму аорте. Ова микроскопска конфигурација обезбеђује оптималну подршку валвуларним структурама, при чему се напрезање квржица залистака преноси на зид аорте; поред тога, ова конфигурација не само да подржава квржице већ и помаже у правилном отварању и затварању залистка. Комисура између леве и задње квржице налази се на десној задњој страни корена аорте, док се комисура између десне и некоронарне квржице налази на десној предњој страни корена аорте.

### Квржице
Три квржице аортног залиска су прикладно назване по синусима на којима се налазе. Десна и лева квржица су обично једнаке величине, при чему је задња квржица нешто већа код две трећине јединки; међутим, ово нема клинички значај. Свака квржица има две слободне ивице, обе заједничке са суседним квржицама. У средини сваке слободне ивице налази се мала влакнаста избочина названа Арантијев чвор. Ови чворови се налазе на контактном месту затварања квржице вентила. Обод сваке квржице залиска је нешто дебљи од тела квржице и познат је као лунула. Лунуле суседних квржица се благо преклапају једна са другом у време затварања залистка, служећи као повећана потпора залистку.
Лунула може имати фенестрације, које се најчешће налазе поред комисура.   Ове фенестрације настају услед губитка ткива као одговора на хемодинамски стрес. Иако се фенестрације јављају и код здравих срца, многе студије сугеришу да могу бити укључене у болести срчаних залистака, укључујући регургитацију и руптуру квржице.  Аортни залистак функционише као функционална јединица уз корен аорте, а његово ефикасно функционисање зависи и од морфологије квржице и од динамике корена. Интеракција између морфологије квржице и корена је од виталног значаја за одржавање оптималне срчане функције.